# Dmitri Masepin
Dmitri Arkadjewitsch Masepin (belarussisch Дзмітрый Мазепін, russisch Дмитрий Аркадьевич Мазепин, englische Transkription: Dmitry Arkadievich Mazepin; * 18. April 1968 in Minsk, Belarus) ist ein belarussisch-russischer Oligarch. Masepin ist Mehrheitsaktionär und ehemaliger Vorsitzender von Uralkali, einer Bergbaugesellschaft, und Muttergesellschaft des Chemiekonzerns Uralchem.

## Leben

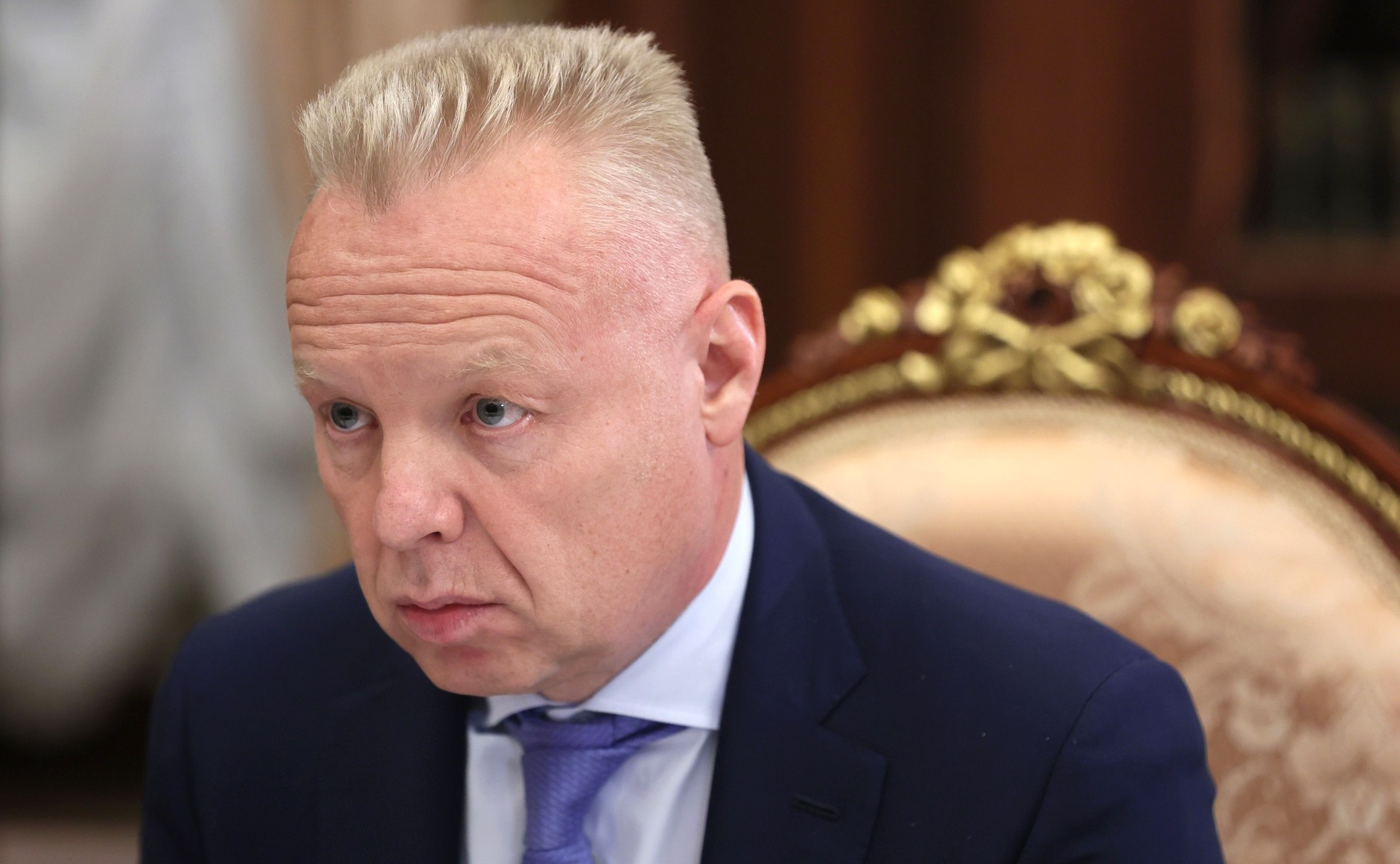
Dmitri Masepin

Masepin absolvierte die Militärakademie Minsk Suworow, wo er 1985 einen Abschluss machte. Von 1986 bis 1988 diente er als Dolmetscher in Afghanistan. Das Magazin Forbes setzte ihn 2020 auf die Liste der 100 reichsten Geschäftsleute Russlands und schätzte sein persönliches Vermögen auf 950 Millionen US-Dollar. Gemeinsam mit dem russischen Milliardär Oleg Deripaska ist er Aufsichtsratsmitglied der Russischen Schwimm-Föderation. Er ist der Vater des ehemaligen Formel-1-Rennfahrers Nikita Masepin, der in der Saison 2021 fuhr. Außerdem hat er noch drei Töchter und einen Sohn und ist verheiratet.
Am 24. Februar 2022, dem Tag, an dem der Russische Überfall auf die Ukraine begann, traf sich Masepin mit Wladimir Putin. Anfang März desselben Jahres wurden er und sein Sohn Nikita Masepin von der Europäischen Union auf die Sanktionsliste gesetzt. Das Vereinigte Königreich setzte ihn wenige Tage später auch auf die offizielle Britische Sanktionsliste.